# FIBA AmeriCup femenina de 2021
La III FIBA AmeriCup femenina de 2021,  fue la 16.ª edición del campeonato de selecciones nacionales femeninas de baloncesto femenino del continente americano. Se disputó del 11 al 19 de junio en el Coliseo Roberto Clemente de la ciudad de San Juan en Puerto Rico.
Los cuatro mejores equipos clasificaron a los Torneos de Clasificación disputados del 10 al 13 de febrero de 2022 para la Copa Mundial de Baloncesto Femenino de 2022.

## Clasificación
Los equipos se clasificaron a la AmeriCup de la siguiente forma: Norteamérica recibe entrada automática en representación de su región, Centroamérica a través del Centrobasket 2021 y Sudamérica, debido a la cancelación del Campeonato Sudamericano de 2021, de acuerdo al Ranking Mundial Femenino FIBA ingresaron a la competencia.
| Norteamérica                             | Centroamérica y el Caribe                                                          | Sudamérica                          |
| ---------------------------------------- | ---------------------------------------------------------------------------------- | ----------------------------------- |
| Canadá Estados Unidos (campeón defensor) | El Salvador Islas Vírgenes Estadounidenses Puerto Rico (sede) República Dominicana | Argentina Brasil Colombia Venezuela |

## Sorteo
Se realizó el sorteo de los grupos el 22 de mayo en la Oficina Regional de FIBA en las Américas ubicada en la ciudad de San Juan en Puerto Rico.
| Grupo A                        | Grupo B              |
| ------------------------------ | -------------------- |
| Canadá                         | Estados Unidos       |
| Brasil                         | Puerto Rico          |
| Colombia                       | Argentina            |
| Islas Vírgenes Estadounidenses | República Dominicana |
| El Salvador                    | Venezuela            |

## Primera fase

### Grupo A
| Pos. | Equipo                         | Pts | PJ | G | P | PE  | PP  | Dif  |
| ---- | ------------------------------ | --- | -- | - | - | --- | --- | ---- |
| 1.   | Canadá                         | 8   | 4  | 4 | 0 | 344 | 189 | +155 |
| 2.   | Brasil                         | 7   | 4  | 3 | 1 | 341 | 226 | +115 |
| 3.   | Colombia                       | 6   | 4  | 2 | 2 | 260 | 280 | -20  |
| 4.   | Islas Vírgenes Estadounidenses | 5   | 4  | 1 | 3 | 242 | 294 | -52  |
| 5.   | El Salvador                    | 4   | 4  | 0 | 4 | 195 | 393 | -198 |

|  | Clasificado a la siguiente fase del torneo |

Los horarios corresponde al huso horario de San Juan, UTC–4.
Fecha 1
| 11 de junio, 12:10 | Islas Vírgenes Estadounidenses                                          | 60–72                | Colombia                                                             | San Juan                                                                                       |  |
|                    | Parciales: 12-18, 16-21, 13-21, 19-12                                   |                      |                                                                      |                                                                                                |  |
|                    | Estadísticas Anisha Briana George 18 Imani Tate 14 Lanese Sanay Bough 6 | Reporte Pts Reb Asts | Estadísticas 19 Yaneth Arias 10 Y. Arias, N. Mosquera 6 Manuela Ríos | Pabellón: Coliseo Roberto Clemente Árbitros: Roberto Vázquez Virginia Peruchini Johnny Batista |  |

| 11 de junio, 18:10 | Brasil                                                       | 118–43               | El Salvador                                                                                 | San Juan                                                                                |  |
|                    | Parciales: 28-11, 27-7, 33-11, 30-14                         |                      |                                                                                             |                                                                                         |  |
|                    | Estadísticas Thanya Silva 22 Thanya Silva 13 Alana Gonçalo 7 | Reporte Pts Reb Asts | Estadísticas 11 Kimberly Villalobos 6 S. Vega, C. M. Noyola 2 Aida Elizabeth Funes González | Pabellón: Coliseo Roberto Clemente Árbitros: Fabricio Vito Alexis Mercado Ashley Gilpin |  |

Fecha 2
| 12 de junio, 12:10 | Canadá                                                               | 101–41               | Islas Vírgenes Estadounidenses                                         | San Juan                                                                                |  |
|                    | Parciales: 27-7, 21-6, 16-12, 37-16                                  |                      |                                                                        |                                                                                         |  |
|                    | Estadísticas Shaina Pellington 16 Kayla Alexander 10 Aislinn Konig 6 | Reporte Pts Reb Asts | Estadísticas 11 Anisha Briana George 7 Imani Tate 3 Lanese Sanay Bough | Pabellón: Coliseo Roberto Clemente Árbitros: Ashley Gilpin Alexis Mercado Rebeca Dávila |  |

| 12 de junio, 15:10 | Colombia                                                      | 56–79                | Brasil                                                        | San Juan                                                                                       |  |
|                    | Parciales: 8-16, 20-11, 12-25, 16-27                          |                      |                                                               |                                                                                                |  |
|                    | Estadísticas Manuela Ríos 18 M. Ríos, Y. Paz 5 Manuela Ríos 4 | Reporte Pts Reb Asts | Estadísticas 17 Tainá Paixão 11 Érika de Souza 4 Tainá Paixão | Pabellón: Coliseo Roberto Clemente Árbitros: Roberto Vázquez Virginia Peruchini Johnny Batista |  |

Fecha 3
| 13 de junio, 12:10 | El Salvador                                                                       | 67–92                | Colombia                                                   | San Juan                                                                               |  |
|                    | Parciales: 20-16, 22-28, 16-30, 9-18                                              |                      |                                                            |                                                                                        |  |
|                    | Estadísticas Emily Michelle Tévez Morán 20 Kimberly Villalobos 11 Keylin Murcia 4 | Reporte Pts Reb Asts | Estadísticas 18 Yaneth Arias 8 Manuela Ríos 7 Yaneth Arias | Pabellón: Coliseo Roberto Clemente Árbitros: Alexis Mercado Fabricio Vito Aline García |  |

| 13 de junio, 15:10 | Brasil                                                               | 67–71                | Canadá                                                             | San Juan                                                                                |  |
|                    | Parciales: 21-21, 16-24, 22-13, 8-13                                 |                      |                                                                    |                                                                                         |  |
|                    | Estadísticas Clarissa Santos 21 Érika de Souza 12 Cuatro jugadoras 2 | Reporte Pts Reb Asts | Estadísticas 17 Nirra Fields 7 Kayla Alexander 3 Shaina Pellington | Pabellón: Coliseo Roberto Clemente Árbitros: Ashley Gilpin Johnny Batista Yuliet Méndez |  |

Fecha 4
| 14 de junio, 12:10 | Canadá                                                           | 98–41                | El Salvador                                                                                                | San Juan                                                                              |  |
|                    | Parciales: 20-10, 22-2, 27-17, 29-12                             |                      | |                                                                                       |  |
|                    | Estadísticas Shaina Pellington 21 Laeticia Amihere 9 Sami Hill 5 | Reporte Pts Reb Asts | Estadísticas 14 Aida Elizabeth Funes González 3 K. Villalobos, C. A. Hernández 3 A. E. Funes, M. E. Méndez | Pabellón: Coliseo Roberto Clemente Árbitros: Ashley Gilpin Yuliet Méndez Aline García |  |

| 14 de junio, 15:10 | Islas Vírgenes Estadounidenses                               | 56–77                | Brasil                                                                   | San Juan                                                                                 |  |
|                    | Parciales: 10-25, 15-16, 16-18, 15-18                        |                      |                                                                          |                                                                                          |  |
|                    | Estadísticas Natalie Nicole Day 17 Imani Tate 8 Imani Tate 9 | Reporte Pts Reb Asts | Estadísticas 17 Kamilla Silva 11 Kamilla Silva 4 N. Carvalho, A. Gonçalo | Pabellón: Coliseo Roberto Clemente Árbitros: Roberto Vázquez Fabricio Vito Rebeca Dávila |  |

Fecha 5
| 15 de junio, 12:10 | El Salvador                                                                                             | 44–85                | Islas Vírgenes Estadounidenses                                                  | San Juan                                                                                |  |
|                    | Parciales: 16-19, 12-23, 6-20, 10-23                                                                    |                      |                                                                                 |                                                                                         |  |
|                    | Estadísticas Emily Michelle Tévez Morán 14 Emily Michelle Tévez Morán 7 Aida Elizabeth Funes González 4 | Reporte Pts Reb Asts | Estadísticas 22 Anisha Briana George 16 Natalie Nicole Day 7 Lanese Sanay Bough | Pabellón: Coliseo Roberto Clemente Árbitros: Roberto Vázquez Fabricio Vito Norval Young |  |

| 15 de junio, 15:10 | Colombia                                                        | 40–74                | Canadá                                                                | San Juan                                                                               |  |
|                    | Parciales: 9-17, 12-17, 12-19, 7-21                             |                      |                                                                       |                                                                                        |  |
|                    | Estadísticas Yaneth Arias 9 Narlyn Mosquera 9 Narlyn Mosquera 3 | Reporte Pts Reb Asts | Estadísticas 14 Kayla Alexander 9 Kayla Alexander 4 M. Ayim, J. Scott | Pabellón: Coliseo Roberto Clemente Árbitros: Ashley Gilpin Johnny Batista Aline García |  |

### Grupo B
| Pos. | Equipo               | Pts | PJ | G | P | PE  | PP  | Dif  |
| ---- | -------------------- | --- | -- | - | - | --- | --- | ---- |
| 1.   | Estados Unidos       | 6   | 3  | 3 | 0 | 291 | 157 | +134 |
| 2.   | Puerto Rico          | 5   | 3  | 2 | 1 | 232 | 191 | +41  |
| 3.   | Venezuela            | 4   | 3  | 1 | 2 | 180 | 256 | -76  |
| 4.   | República Dominicana | 3   | 3  | 0 | 3 | 159 | 258 | -99  |
| 5.   | Argentina            | 0   | 0  | 0 | 0 | 0   | 0   | 0    |

|  | Clasificado a la siguiente fase del torneo |

Los horarios corresponde al huso horario de San Juan, UTC–4.
Fecha 1
| 11 de junio, 15:10 | República Dominicana                                                         | 46–64                | Argentina                                                          | San Juan                                                                                |  |
|                    | Parciales: 9-16, 12-15, 18-16, 7-17                                          |                      |                                                                    |                                                                                         |  |
|                    | Estadísticas Elemy Caridad Colomé 13 Génesis Evangelista 10 Sugeiry Monsac 3 | Reporte Pts Reb Asts | Estadísticas 14 Macarena Rosset 12 Diana Cabrera 6 Macarena Rosset | Pabellón: Coliseo Roberto Clemente Árbitros: Andreia Silva José Fernández Yuliet Méndez |  |

| 11 de junio, 21:10 | Puerto Rico                                                  | 88–50                | Venezuela                                                                          | San Juan                                                                            |  |
|                    | Parciales: 23-9, 29-14, 22-7, 14-20                          |                      |                                                                                    |                                                                                     |  |
|                    | Estadísticas Jazmón Gwathmey 14 Ali Gibson 9 Pamela Rosado 8 | Reporte Pts Reb Asts | Estadísticas 13 Siuly José Marcano Diazgranados 8 Daniella Wallen 4 Guadalupe Díaz | Pabellón: Coliseo Roberto Clemente Árbitros: Julio Anaya Felipe Ibarra Carol García |  |

Fecha 2
| 12 de junio, 18:10 | Estados Unidos                                                                    | 102–39               | República Dominicana                                                            | San Juan                                                                            |  |
|                    | Parciales: 25-17, 22-6, 20-2, 35-14                                               |                      |                                                                                 |                                                                                     |  |
|                    | Estadísticas Destanni Mone Henderson 17 Aliyah Boston 9 Destanni Mone Henderson 5 | Reporte Pts Reb Asts | Estadísticas 11 Elemy Caridad Colomé 5 Solmilena Arias Herrera 2 Yohanna Mortón | Pabellón: Coliseo Roberto Clemente Árbitros: Fabricio Vito Julio Anaya Norval Young |  |

| 12 de junio, 21:10 | Argentina                                                     | 56–79                | Puerto Rico                                                                | San Juan                                                                                       |  |
|                    | Parciales: 8-23, 17-28, 20-18, 11-10                          |                      |                                                                            |                                                                                                |  |
|                    | Estadísticas Victoria Gauna 13 Sol Castro 8 Macarena Rosset 3 | Reporte Pts Reb Asts | Estadísticas 20 Jennifer O'Neill 8 Isalys Quiñones 5 J. O'Neill, P. Rosado | Pabellón: Coliseo Roberto Clemente Árbitros: Andreia Silva Maria Cláudia Comodaro Aline García |  |

Fecha 3
| 13 de junio, 18:10 | Venezuela | 20–0    | Argentina | San Juan                           |  |
|                    |           |         |           |                                    |  |
|                    |           | Reporte |           | Pabellón: Coliseo Roberto Clemente |  |

| 13 de junio, 21:10 | Puerto Rico                                                            | 65–87                | Estados Unidos                                                                           | San Juan                                                                               |  |
|                    | Parciales: 23-18, 10-25, 12-25, 20-19                                  |                      |                                                                                          |                                                                                        |  |
|                    | Estadísticas Jennifer O'Neill 20 Isalys Quiñones 8 Dayshalee Salamán 4 | Reporte Pts Reb Asts | Estadísticas 17 N. Hillmon-Baker, R. Howard 11 Nazahrah Hillmon-Baker 3 Cuatro jugadoras | Pabellón: Coliseo Roberto Clemente Árbitros: José Fernández Felipe Ibarra Norval Young |  |

Fecha 4
| 14 de junio, 18:10 | Estados Unidos                                                       | 102–53               | Venezuela                                                      | San Juan                                                                                        |  |
|                    | Parciales: 23-18, 33-11, 25-16, 21-8                                 |                      |                                                                |                                                                                                 |  |
|                    | Estadísticas Sedona Prince 19 Elissa Anne Cunane 9 Veronica Burton 6 | Reporte Pts Reb Asts | Estadísticas 18 Daniela Wallen 6 Waleska Pérez 5 Waleska Pérez | Pabellón: Coliseo Roberto Clemente Árbitros: José Fernández Maria Cláudia Comodaro Carol García |  |

| 14 de junio, 21:10 | República Dominicana                                                      | 54–79                | Puerto Rico                                                           | San Juan                                                                              |  |
|                    | Parciales: 12-29, 12-18, 18-16, 12-16                                     |                      |                                                                       |                                                                                       |  |
|                    | Estadísticas Yohanna Morton 12 Giocélis Reynoso 10 Y. Morton, S. Monsac 4 | Reporte Pts Reb Asts | Estadísticas 18 Tayra Meléndez 10 Isalys Quiñones 7 Dayshalee Salamán | Pabellón: Coliseo Roberto Clemente Árbitros: Andreia Silva Felipe Ibarra Norval Young |  |

Fecha 5
| 15 de junio, 18:10 | Venezuela                                                                                 | 77–66                | República Dominicana                                                       | San Juan                                                                                      |  |
|                    | Parciales: 20-11, 17-19, 20-11, 20-25                                                     |                      |                                                                            |                                                                                               |  |
|                    | Estadísticas Y. Corrales, D. Wallen 19 Aguehil Estefani Fajardo Girall 12 Waleska Pérez 6 | Reporte Pts Reb Asts | Estadísticas 13 Yohanna Morton 11 Solmilena Arias Herrera 6 Yohanna Morton | Pabellón: Coliseo Roberto Clemente Árbitros: Julio Anaya Maria Cláudia Comodaro Yuliet Méndez |  |

| 15 de junio, 21:10 | Argentina | 0–20    | Estados Unidos | San Juan                           |  |
|                    |           |         |                |                                    |  |
|                    |           | Reporte |                | Pabellón: Coliseo Roberto Clemente |  |

## Segunda fase
|  | Cuartos de final | Cuartos de final               | Cuartos de final |                |                | Semifinales    | Semifinales | Semifinales |        |               | Final         | Final         | Final       |  |
|  | 17 de junio      | 17 de junio                    | 17 de junio      |                |                | 18 de junio    | 18 de junio | 18 de junio |        |               | 19 de junio   | 19 de junio   | 19 de junio |  |
|  |                  |                                |                  |                |                |                |             |             |        |               |               |               |             |  |
|  |                  |                                |                  |                |                |                |             |             |        |               |               |               |             |  |
|  | A1               | Canadá                         | 90               |                |                |                |             |             |        |               |               |               |             |  |
|  | A1               | Canadá                         | 90               |                |                |                |             |             |        |               |               |               |             |  |
|  | B4               | República Dominicana           | 53               |                |                |                |             |             |        |               |               |               |             |  |
|  | B4               | República Dominicana           | 53               |                | Canadá         | Canadá         | 61          |             |        |               |               |               |             |  |
|  |                  |                                |                  |                | Canadá         | Canadá         | 61          |             |        |               |               |               |             |  |
|  |                  |                                | Puerto Rico      | Puerto Rico    | 65             |                |             |             |        |               |               |               |             |  |
|  | B2               | Puerto Rico                    | Puerto Rico      | Puerto Rico    | 65             | 77             |             |             |        |               |               |               |             |  |
|  | B2               | Puerto Rico                    |                  |                |                |                |             |             |        |               |               |               |             |  |
|  | A3               | Colombia                       | 69               |                |                |                |             |             |        |               |               |               |             |  |
|  | A3               | Colombia                       | 69               |                |                |                |             |             |        | Puerto Rico   | Puerto Rico   | 59            |             |  |
|  |                  |                                |                  |                |                |                |             |             |        | Puerto Rico   | Puerto Rico   | 59            |             |  |
|  |                  |                                | Estados Unidos   | Estados Unidos | 74             |                |             |             |        |               |               |               |             |  |
|  | B1               | Estados Unidos                 | Estados Unidos   | Estados Unidos | 74             | 97             |             |             |        |               |               |               |             |  |
|  | B1               | Estados Unidos                 |                  |                |                |                |             |             |        |               |               |               |             |  |
|  | A4               | Islas Vírgenes Estadounidenses | 46               |                |                |                |             |             |        |               |               |               |             |  |
|  | A4               | Islas Vírgenes Estadounidenses | 46               |                | Estados Unidos | Estados Unidos | 71          |             |        | Tercer puesto | Tercer puesto | Tercer puesto |             |  |
|  |                  |                                |                  |                | Estados Unidos | Estados Unidos | 71          |             |        | Tercer puesto | Tercer puesto | Tercer puesto |             |  |
|  |                  |                                | Brasil           | Brasil         | 60             |                |             |             |        |               |               |               |             |  |
|  | A2               | Brasil                         | Brasil           | Brasil         | 60             | 90             |             |             | Canadá | Canadá        | 82            |               |             |  |
|  | A2               | Brasil                         |                  |                |                |                |             |             | Canadá | Canadá        | 82            |               |             |  |
|  | B3               | Venezuela                      | 59               |                |                |                |             |             |        |               | Brasil        | Brasil        | 87          |  |
|  | B3               | Venezuela                      | 59               |                |                |                |             |             |        |               | Brasil        | Brasil        | 87          |  |
|  |                  |                                |                  |                |                |                |             |             |        |               |               |               |             |  |

### Cuartos de final
| 17 de junio, 12:10 | Estados Unidos                                                                            | 97–46                | Islas Vírgenes Estadounidenses                                        | San Juan                                                                                 |  |
|                    | Parciales: 24-10, 22-15, 25-12, 26-9                                                      |                      |                                                                       |                                                                                          |  |
|                    | Estadísticas Nazahrah Hillmon-Baker 17 H. Jones, E. A. Cunane 9 Destanni Mone Henderson 8 | Reporte Pts Reb Asts | Estadísticas 18 Imani Tate 7 Imani Tate 1 L. S. Bough, A. S. Richards | Pabellón: Coliseo Roberto Clemente Árbitros: Alexis Mercado Johnny Batista Yuliet Méndez |  |

| 17 de junio, 15:10 | Canadá                                                           | 90–53                | República Dominicana                                                               | San Juan                                                                           |  |
|                    | Parciales: 22-15, 28-20, 27-9, 13-9                              |                      |                                                                                    |                                                                                    |  |
|                    | Estadísticas Aislinn Konig 23 Laericia Amihere 11 Nirra Fields 5 | Reporte Pts Reb Asts | Estadísticas 18 Yohanna Morton 4 G. Evangelista, S. Monsac 3S. Monsac, A. V. Rojas | Pabellón: Coliseo Roberto Clemente Árbitros: Julio Anaya Norval Young Aline García |  |

| 17 de junio, 18:10 | Brasil                                                       | 90–59                | Venezuela                                                       | San Juan                                                                                |  |
|                    | Parciales: 20-8, 29-10, 22-26, 19-15                         |                      |                                                                 |                                                                                         |  |
|                    | Estadísticas Thayna Silva 15 Kamilla Silva 9 Alana Gonçalo 4 | Reporte Pts Reb Asts | Estadísticas 15 Génesis Rivera 12 Waleska Pérez 7 Waleska Pérez | Pabellón: Coliseo Roberto Clemente Árbitros: Felipe Ibarra Fabricio Vito José Fernández |  |

| 17 de junio, 21:10 | Puerto Rico                                                              | 77–69                | Colombia                                                           | San Juan                                                                                             |  |
|                    | Parciales: 12-23, 20-7, 25-22, 20-17                                     |                      |                                                                    | |  |
|                    | Estadísticas Jazmon Gwathmey 29 P. Rosado, I. Quiñones 8 Pamela Rosado 4 | Reporte Pts Reb Asts | Estadísticas 21 Narlyn Mosquera 15 Narlyn Mosquera 13 Manuela Ríos | Pabellón: Coliseo Roberto Clemente Árbitros: Andreia Silva Virginia Peruchini Maria Cláudia Comodaro |  |

### Semifinales
| 18 de junio, 18:10 | Estados Unidos                                                                        | 71–60                | Brasil                                                        | San Juan                                                                               |  |
|                    | Parciales: 13-21, 12-12, 25-10, 21-17                                                 |                      |                                                               |                                                                                        |  |
|                    | Estadísticas Elissa Anne Cunane 19 N. Hillmon-Baker, E. A. Cunane 8 Veronica Burton 6 | Reporte Pts Reb Asts | Estadísticas 14 Thanya Silva 10 Kamilla Silva 3 Alana Gonçalo | Pabellón: Coliseo Roberto Clemente Árbitros: Fabricio Vito José Fernández Norval Young |  |

| 18 de junio, 21:10 | Canadá                                                                 | 61–65                | Puerto Rico                                                      | San Juan                                                                                  |  |
|                    | Parciales: 13-17, 21-17, 14-16, 13-15                                  |                      |                                                                  |                                                                                           |  |
|                    | Estadísticas Nirra Fields 14 Laeticia Amihere 11 A. Konig, S. Colley 3 | Reporte Pts Reb Asts | Estadísticas 17 Jazmon Gwathmey 7 Pamela Rosado 4 Tres jugadoras | Pabellón: Coliseo Roberto Clemente Árbitros: Felipe Ibarra Julio Anaya Virginia Peruchini |  |

### Tercer puesto
| 19 de junio, 18:10 | Canadá                                                               | 82–87                | Brasil                                                             | San Juan                                                                                 |  |
|                    | Parciales: 16-16, 18-13, 9-29, 25-10 (T.E.: 9-9, 5-10)               |                      |                                                                    |                                                                                          |  |
|                    | Estadísticas Laeticia Amihere 22 Laeticia Amihere 11 Aislinn Konig 8 | Reporte Pts Reb Asts | Estadísticas 19 C. Santos, T. Paixão 10 E. de Souza 7 Tainá Paixão | Pabellón: Coliseo Roberto Clemente Árbitros: Roberto Vázquez Fabricio Vito Ashley Gilpin |  |

### Final
| 19 de junio, 21:10 | Puerto Rico                                                         | 59–74                | Estados Unidos                                                       | San Juan                                                                             |  |
|                    | Parciales: 21-17, 15-17, 11-21, 12-19                               |                      |                                                                      |                                                                                      |  |
|                    | Estadísticas Jennifer O'Neill 18 Pamela Rosado 8 Jennifer O'Neill 5 | Reporte Pts Reb Asts | Estadísticas 22 Rhyne Howard 19 Aliyah Boston 5 V. Burton, R. Howard | Pabellón: Coliseo Roberto Clemente Árbitros: Felipe Ibarra Julio Anaya Andreia Silva |  |

|                                   |
| Bandera de Estados Unidos         |
| Campeón Estados Unidos 4.º título |

## Distinciones
| Categoría                  | Ganadora |
| -------------------------- | --- |
| Jugadora Más Valiosa (MVP) | Rhyne Howard |
| Quinteto ideal             | Manuela Ríos (Base) Jennifer O´Neill (Escolta) Rhyne Howard (Alera) Clarissa Santos (Ala-Pívot) Elissa Anne Cunane (Pívot) |

## Posiciones finales
| Pos               | Selección                      |
| ----------------- | ------------------------------ |
| Medalla de oro    | Estados Unidos                 |
| Medalla de plata  | Puerto Rico                    |
| Medalla de bronce | Brasil                         |
| 4                 | Canadá                         |
| 5                 | Colombia                       |
| 6                 | Venezuela                      |
| 7                 | República Dominicana           |
| 8                 | Islas Vírgenes Estadounidenses |
| 9                 | El Salvador                    |
| D.                | Argentina                      |

## Clasificadas a Torneos Clasificatorios para la  Copa del Mundo de Baloncesto Femenino FIBA 2022.[9]
| Brasil | Canadá | Estados Unidos | Puerto Rico |